# Montégut-Bourjac
 Montégut-Bourjac  es una población y comuna francesa, en la región de Mediodía-Pirineos, departamento de Alto Garona, en el distrito de Muret y cantón de Le Fousseret.

## Demografía
| 150 | 130 | 116 | 83 | 109 | 108 |
| Para los censos de 1962 a 1999 la población legal corresponde a la población sin duplicidades (Fuente: INSEE [Consultar]) |     |     |    |     |     |